# Aeroporto Internacional de Salvador
Aeroporto Internacional de Salvador – Deputado Luís Eduardo Magalhães, beter bekend onder zijn oude naam Dois de Julho, is de luchthaven van Salvador da Bahia, Brazilië. Sinds 16 juni 1998 draagt de luchthaven de naam van Luís Eduardo Magalhães (1955–1998), een invloedrijk politicus uit de staat Bahia.
In 2012 was de luchthaven 8e wat passagiers en 7e wat vluchtbewegingen betreft in Brazilië, waarmee het een van de drukste vliegvelden van het land is. De luchthaven wordt uitgebaat door Infraero.
Sommige faciliteiten deelt de luchthaven met de Luchtmachtbasis Salvador van de Braziliaanse luchtmacht.

## Historie
Het vliegveld, oorspronkelijk met de naam Luchthaven Santo Amaro do Ipitanga, werd opgericht in 1925. In 1941 werd het door Panair do Brasil ten behoeve van de Tweede Wereldoorlog en met behulp van  de Amerikaanse en Braziliaanse overheden compleet verbouwd.
Op 20 december 1955 veranderde de luchthaven voor het eerst van naam: het werd bekend als Dois de Julho, verwijzend naar de Onafhankelijkheidsdag van Bahia. Deze naam wordt door de bevolking van Salvador da Bahia nog steeds gebruikt. Op 16 juni 1998 werd de naam van de luchthaven opnieuw veranderd in zijn huidige vorm, ter ere van Luís Eduardo Maron Magalhães (1955–1998) een invloedrijk politicus van de staat Bahia. Deze tweede verandering blijft echter omstreden en er zijn pogingen geweest hem terug te draaien.
De luchthaven bevindt zich op een gebied van meer dan 6 miljoen vierkante meter tussen zandduinen en inheemse vegetatie. De weelderige, door bamboe omrande weg naar het vliegveld is een van de meest toeristische attracties van Salvador da Bahia.
In 1998 werd een gloednieuwe passagiersterminal geopend die de voormalige, ouderwetse terminal verving. Deze nieuwe terminal werd steeds verder verbeterd en was volledig gereed in 2000. De hoofdterminal bevat een winkelcentrum van 69.400 m², 11 vliegtuigslurven en een capaciteit van 6 miljoen passagiers per jaar. Het verkeer van de luchthaven groeide de afgelopen jaren met gemiddeld 14% per jaar.

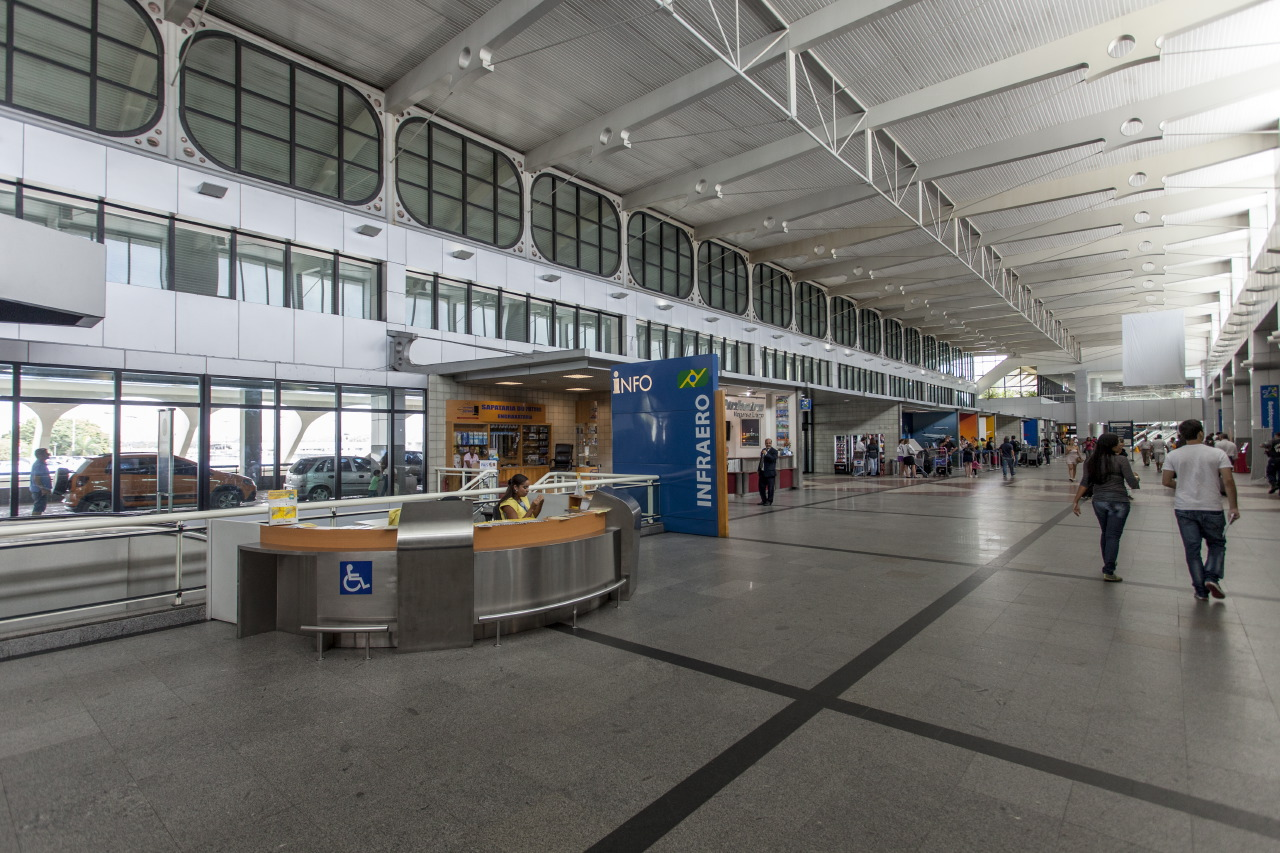
De luchthaven van binnen.

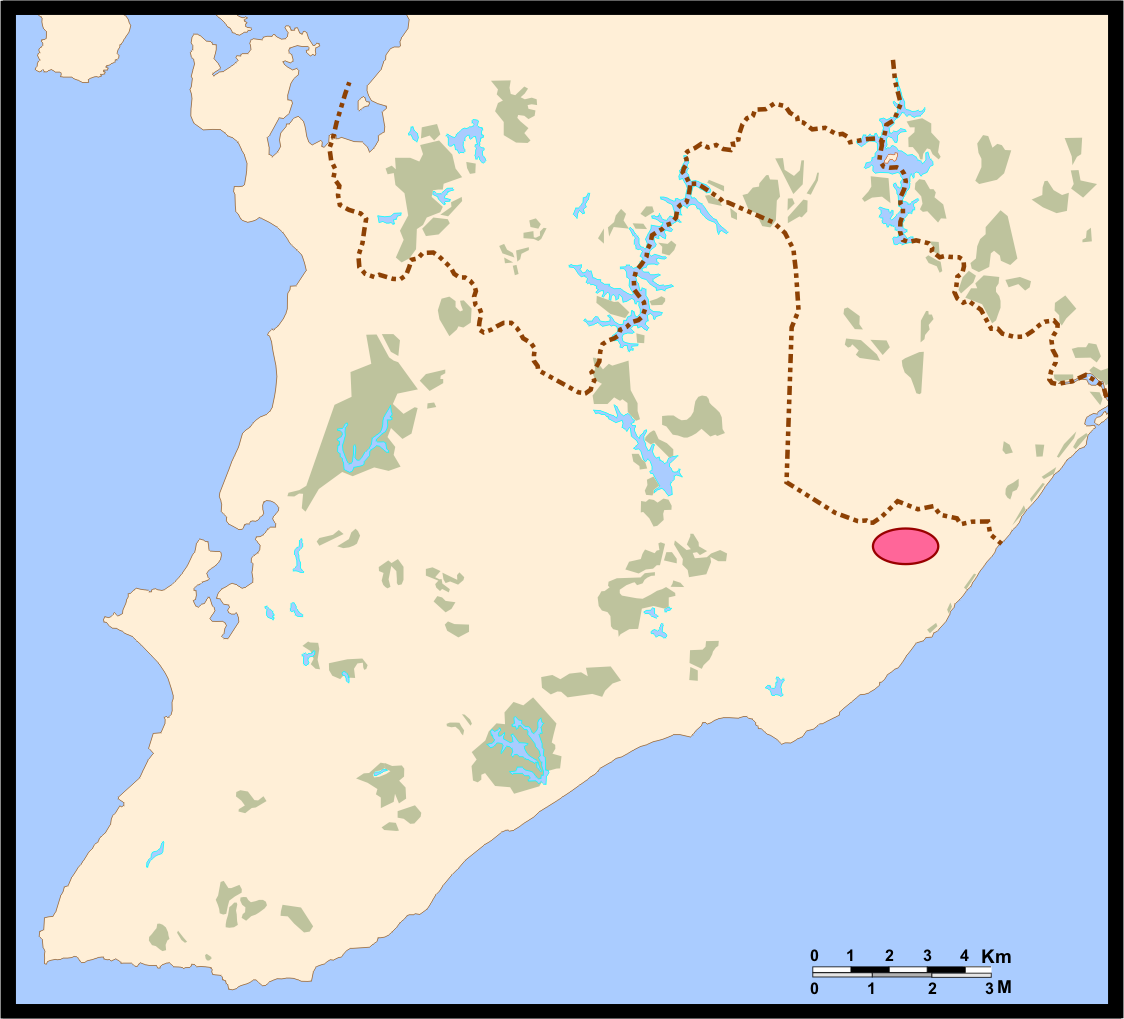
Locatie van de luchthaven in Salvador in rood.

## Ongelukken en incidenten

### Dodelijke ongelukken

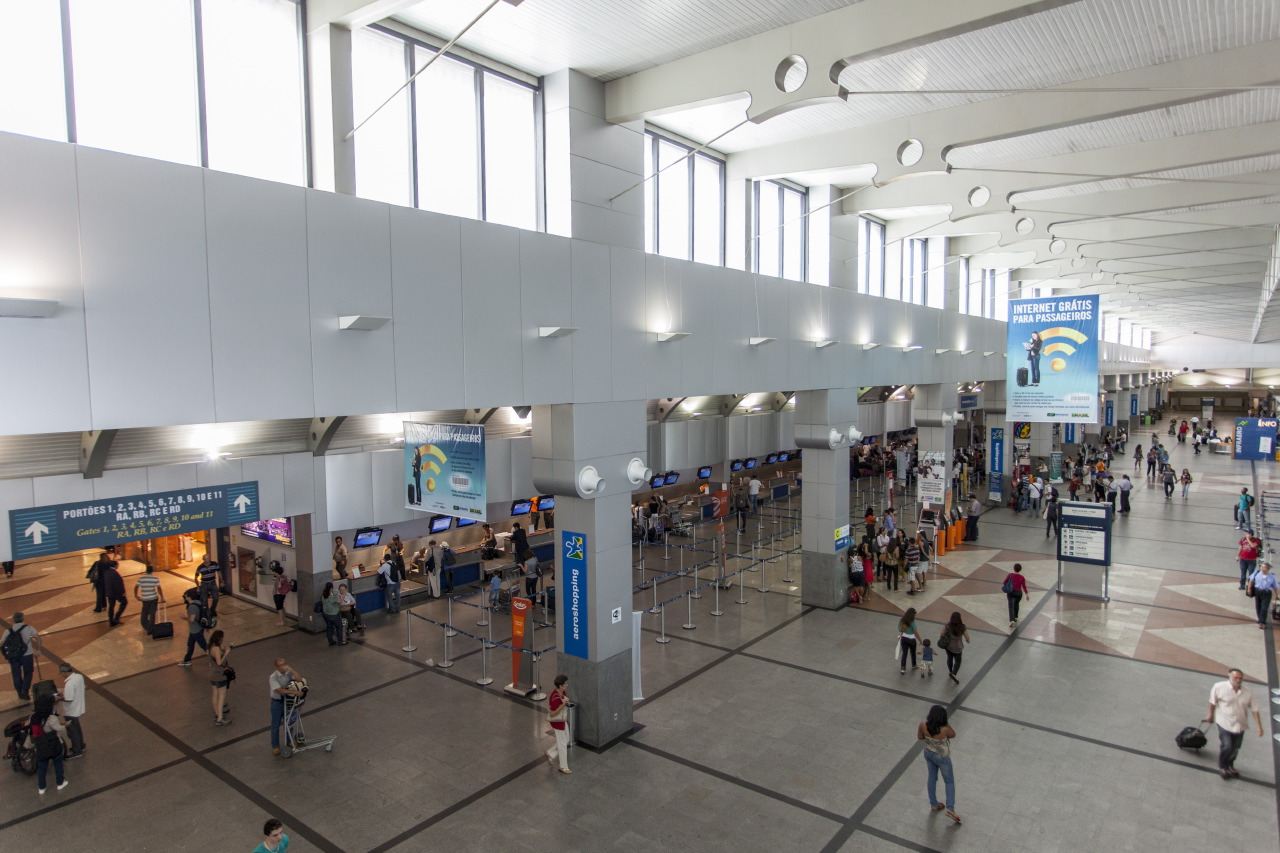
Blik op de check-in balies.

- 21 september 1944: een Lockheed Lodestar van Panair do Brasil met registratie PP-PBH crashte kort na het opstijgen van Salvador da Bahia. Alle 18 inzittenden kwamen hierbij om.[4][5]
- 31 mei 1950: een Douglas C-47-DL van Aerovias Brasil met registratie PP-AVZ, onderweg van Vitória naar Salvador da Bahia brak op tijdens de vlucht, terwijl het over Itacaré, in de buurt van Ilhéus vloog. Het vliegtuig vloog onder zeer slechte omstandigheden en kwam terecht in een cumulus nimbus. Passagiers en goederen aan boord kwamen in beweging en hierdoor verloor men de controle over het vliegtuig. Beide vleugels braken af van het vliegtuig terwijl het met grote snelheid daalde. Van de 13 passagiers en bemanningsleden overleefden 2 de crash.[6][7]
- 11 juli 1952: een Douglas C-47A-35-DL van de Braziliaanse luchtmacht met registratie FAB-2048 onderweg van Salvador da Bahia naar Rio de Janeiro crashte als gevolg van een brand in een motor. Dertien van de 33 inzittenden kwamen hierbij om het leven.[8]
- 1 maart 1959: een Douglas C-47A-85-DL van de Braziliaanse luchtmacht met registratie FAB-2060 onderweg van Rio de Janeiro naar Salvador da Bahia crashte onderweg, waarbij alle 18 inzittenden om het leven kwamen.[9]
- 3 februari 1992: een Embraer EMB 110 Bandeirante van Nordeste met registratie PT-TBB die vlucht 92 van Salvador da Bahia naar Guanambi uitvoerde, daalde beneden de minimaal vereiste hoogte en crashte in een heuvel in de buurt van Caetité die door de wolken onzichtbaar was geworden. Alle 12 inzittenden kwamen om het leven.[10][11]
- 17 november 1996: een Embraer P-95 Bandeirante van de Braziliaanse luchtmacht met registratie FAB-7102 onderweg van Salvador da Bahia naar Luchtmachtbasis Natal verongelukte in de buurt van Caruaru. Vier Bandeirantes van de Braziliaanse luchtmacht vlogen in formatie van Salvador da Bahia naar Natal toen de staart van FAB-7102 werd geraakt door de propeller van een ander vliegtuig. De controle over het vliegtuig raakte verloren en het crashte. Alle 9 inzittenden kwamen om het leven.[12]

### Incidenten
- 15 mei 1973: een Vickers Viscount van VASP met registratie PP-SRD raakte beschadigd toen het de startbaan bij het landen verliet en het onderstel inklapte.[13]

## Bereikbaarheid
Het vliegveld bevindt zich 28 kilometer ten noorden van het centrum van Salvador da Bahia.

## Toekomstige ontwikkelingen
Op 31 augustus 2009 onthulde Infraero een ambitieus investeringsplan van BRL5,3 miljard (USD2,8 miljard; EUR2,0 miljard) voor de renovatie en uitbreiding van luchthavens in tien steden ten behoeve van het Wereldkampioenschap voetbal 2014 dat in Brazilië plaatsvindt. Het plan vermeldde dat, ondanks dat Salvador da Bahia een van de speelsteden was, er geen renovaties noodzakelijk waren aangezien deze pas recentelijk waren uitgevoerd en Infraero de luchthaven geschikt achtte om de te verwachten toename in luchtverkeer af te kunnen handelen.